# Richard Thurnwald
Richard Thurnwald (Bécs, 1869. szeptember 18. – Berlin, 1954. január 19.) osztrák etnológus, szociológus, szociálpszichológus, a német „etno-szociológiai” iskola megalapítója.

## Életútja
Az Osztrák–Magyar Monarchia állampolgáraként látta meg a napvilágot, tanulmányokat szülővárosában folytatott, jogot, elsősorban alkotmányjogot, gazdaságtudományt és keleti nyelveket tanult. A közigazgatás területén helyezkedett el, majd részt vett a boszniai helyi önkormányzat munkájában. Itt született első írása, melyben Bosznia gazdasági és társadalmi viszonyait vázolta. (Wirtschaftliche und soziale Skizzen aus Bosnien. Wien, 1897).
Boszniából a grazi Kereskedelmi Kamarához került, innen utazásokat tett Olaszországba, Egyiptomba, majd egyre inkább az Európán kívül élő természeti ill. „primitív” népek életmódja iránt kezdett érdeklődni. 1901-ben Berlinbe költözött, ahol részt vett a Néprajzi Múzeum munkájában mint kutatási asszisztens. Expedíciók vezetését vállalta elsősorban a csendes-óceáni szigetekre (Bismarck-szigetcsoport és a Salamon-szigetek, 1906-1919; majd német Új-Guinea. A két világháború közt a Londoni Afrikai Nyelvek és Kultúrák Nemzetközi Intézetének megbízásából Kelet-Afrikában főleg a bantu néger törzsek körében (1930-1931) kutatott (Black and White in East Africa. The Fabrik of a New Civilizization. London, 1935), s majd ismét a Salamon-szigeteken (1933) folytatott tereptanulmányokat. A hallei (1919-1923), majd a berlini egyetemen (ca. 1924-1940) tanított etnológiát, szociológiát és szociálpszichológiát. Thurnwald érdeklődési köre már az 1900-as évektől az etnológia, a szociológia és a szociálpszichológia határterületeire irányult.
Szociológiai és szociálpszichológiai folyóiratot alapított Zeitschrift für und Völkerpsychologie Soziologie címmel, kutatási eredményeit itt és kötetekben publikálta a német mellett angol nyelven is, világhírnévre tett szert. 1932-ben Ausztráliában kitüntették Bougainville-ben végzett kutatói munkásságának eredményeire való tekintettel, s meghívták előadónak és vendégprofesszornak az Amerikai Egyesült Államokba (1931-1936), a Berkeley, a Yale és a Harvard Egyetemre. Fő publikációi az 1930-as években keletkeztek. A 2. világháború idején hallgatott, a cigány népességgel kapcsolatos kutatásokba bevonták, de nem lett fasiszta. 1945 után a Berlini Szabad Egyetemen tanított.

## Magyar vonatkozások
Az 1930-as években Thurnwaldnak számos tanítványa volt a berlini egyetemen, köztük a magyar Tomori Viola, akinek meghívására 1937-ben Dudarra, majd Kalocsára és a szegedi tanyavilágba látogatott feleségével és munkatársával, Hilde Thurnwald etnológussal együtt, aki a családkutatás (Die schwarze Frau in Wandel afrikas, 1937) jeles képviselője volt. Tereptanulmányokat folytattak, ezúttal azt tanulmányozták, hogyan hat a városi életmód a magyar parasztság szemléletére, életfelfogására. A Szegedi Fiatalok tapasztalatai szerint a Thurnwald házaspár mindig az egyének felől közelítette meg egy-egy társadalmi csoport vizsgálatát. Dudaron is főleg a falusiakkal való interjúk alapján készítették tanulmányaikat.
Magyarországi közkönyvtárakba is bekerültek főbb kötetei elsősorban az eredeti német nyelvűek, de néhány kötete angol nyelven is. Főbb műveiből a Magyarországon is fellelhető kötetekből adunk válogatást.

## Munkái (válogatás)

### Köteteiből
- Ethno-psychologische Studien an Südseevölkern auf dem Bismarck-Archipel und den Salomo-Inseln (Leipzig, 1913)
- Entstehung von Staat und Familie (1921)
- Economics in primitive communities (Oxford, 1932)
- Werden, Wandel und Gestaltung der Wirtschaft im Lichte der Völkerforschung (Berlin-Leipzig, 1932)
- Die menschliche Gesellschaft in ihren ethno-soziologischen Grundlagen (Berlin-Leipzig, 1932)
- Koloniale Gestaltung (1939)
- Völkerkunde von Afrika : mit besonderer Berücksichtigung der kolonialen Aufgabe (társszerzőkkel, Berlin, 1940)
- Aufbau und Sinn der Völkerwissenschaft (Berlin, 1948)

### Szerkesztéseiből
- Völkerpsychologische Charakterstudien (1927)
- Soziologie von Heute : ein Symposion d. Zeitschrift f. Völkerpsychologie und Soziologie : Beitr. (Leipzig, 1932)
- Partei und Klasse im Lebensprozess der Gesellschaft (1936)